# Langeron
Langeron település Franciaországban, Nièvre megyében. Lakosainak száma 343 fő (2022. január 1.). Langeron Mornay-sur-Allier, Livry, Mars-sur-Allier, Saint-Parize-le-Châtel és Saint-Pierre-le-Moûtier községekkel határos.

## Népesség
A település népességének változása:
| Lakosok száma | 407  | 382  | 379  | 366  | 362  | 357  | 352  | 348  | 343  |
|               | 2013 | 2015 | 2016 | 2017 | 2018 | 2019 | 2020 | 2021 | 2022 |